# アン・マレー
モーナ・アン・マレー（英語: Morna Anne Murray CC ONS、1945年6月20日 - ）は、カナダ・ノバスコシア州スプリングヒル出身の元歌手。ポップスやカントリーのジャンルで活動。

## 来歴
デビューする前は高校で体育教師をしていた。
1970年、初のヒット「スノーバード」が米ビルボード誌HOT100で8位まで上昇し、ゴールド・レコードに認定された。ケニー・ロギンズは、彼女の72年末発売、73年にヒットした「ダニーの歌」を提供している。74年度にはグラミー賞の最優秀「カントリー」女性歌手賞を受賞。74年には「ユー・ウォント・シー・ミー」もヒット。「辛い別れ」（ランディ・グッドラム作）で78年度グラミー賞の最優秀ポップ女性歌手賞を受賞。
「辛い別れ」（ユー・ニーディド・ミー）は米ビルボード誌HOT100で第1位を記録した。これはカナダ出身の女性ソロ・シンガーとしては史上初の快挙である。これ以降も「思い出にさようなら」（カーペンターズと競作。全米12位）、79年の「ブロークンハーテッド・ミー」（全米12位）、80年の「デイドリーム・ビリーバー」（モンキーズのカバー。全米12位）、「踊りましょう」（映画『アーバン・カウボーイ』挿入歌）など、バラードを中心にヒット曲を連発した。
2007年にはセリーヌ・ディオン、サラ・ブライトマンら豪華なゲスト陣を迎えたアルバム“Duets - Friends & Legends”を発表。
2008年、引退を発表。最終作は同年のクリスマス・アルバム。2022年にはドキュメンタリーが公開され、久々に表舞台に姿を現した。

## エピソード
往年のヒット曲を数多く取り上げている。ビートルズの「ユー・ウォント・シー・ミー」「デイ・トリッパー」「すてきなダンス」、前述のモンキーズの「デイドリーム・ビリーバー」、エヴァリー・ブラザーズの「ウォーク・ライト・バック」（アンのバージョンの邦題は「淋しい日々」）など。逆に彼女のデビュー・ヒット「スノーバード」はエルヴィス・プレスリーによってカバーされている。
「辛い別れ」（原題："You Needed Me"）は1980年、TBS系金曜ドラマ『幸福』（脚本：向田邦子）の主題歌に採用された。「辛い別れ」の日本盤シングル・ジャケットには、アン・マレーの写真のみを使用した通常のものと、『幸福』の出演者である岸恵子らが写ったものがある。

## ディスコグラフィ
- スノーバード  	日本  	1970  	CAPITOL／東芝EMI  	CP-80149
- 一番大切なもの  	日本  	1974  	CAPITOL／東芝EMI  	ECS-80094
- トゥゲザー 	日本 	1975 	CAPITOL/東芝EMI 	ECS-80356
- 愛のゆりかご 	日本 	1977 	CAPITOL/東芝EMI 	ECS-81213
- 愛の残り火 	日本 	1979 	CAPITOL/東芝EMI 	ECS-81272
- 倖わせの岸辺 	日本 	1980 	CAPITOL/東芝EMI 	ECS-81319
- 夢を求めて　日本　1981　CAPITOL/東芝EMI　ECS-91020
- AN MURRAY'S GREATEST HITS USA 1980 	CAPITOL 	SOO-12110

ほか

## 日本公演
- 1977年

5月29日 東京厚生年金会館、31日,6月1日 フェスティバルホール、3日 神奈川県立県民ホール、4日 名古屋市公会堂、5日 福岡市民会館、6日 熊本市民会館、8日 中野サンプラザ